# David Aaron Baker
David Aaron Baker (* 14. August 1963 in Durham, North Carolina) ist ein US-amerikanischer Schauspieler.

## Leben und Leistungen
Baker wuchs in Illinois auf, wo er auf einigen örtlichen Theaterfestivals auftrat. Seine erste Fernsehrolle spielte Baker in einer Folge der Fernsehserie New York News – Jagd auf die Titelseite aus dem Jahr 1995. Im Fernsehwestern Rose Hill – Der Traum vom wilden Westen (1997) trat er an der Seite von Jennifer Garner und Casey Siemaszko auf. In der Komödie Hi-Life in Manhattan (1998) übernahm er neben Campbell Scott, Eric Stoltz und Daryl Hannah eine der größeren Rollen. Eine größere Rolle spielte er auch in der Komödie Getting to Know You (1999), die für einige Festivalpreise nominiert wurde. Im ebenfalls für einige Festivalpreise nominierten Filmdrama Other Voices übernahm er eine der Hauptrollen.
In der mit zahlreichen Auszeichnungen prämierten Komödie Kissing Jessica (2001) spielte Baker an der Seite von Heather Juergensen und Jennifer Westfeldt eine der größeren Rollen. Im Filmdrama Marie and Bruce (2004) war er neben Julianne Moore, Matthew Broderick und Bob Balaban zu sehen.

## Filmografie (Auswahl)
- 1997: Rose Hill – Der Traum vom wilden Westen (Rose Hill)
- 1998: Sex and the City (Fernsehserie, Episode 1x06)
- 1998: Hi-Life in Manhattan (Hi-Life)
- 1999: Getting to Know You
- 2000: Other Voices
- 2000: Dex, der Frauenheld (The Tao of Steve)
- 2000: Practice – Die Anwälte (The Practice, Fernsehserie, 2 Episoden)
- 2001: Kissing Jessica (Kissing Jessica Stein)
- 2001: WW3
- 2002: Ein Chef zum Verlieben (Two Weeks Notice)
- 2004: Marie and Bruce
- 2004: Melinda und Melinda (Melinda and Melinda)
- 2005: Third Watch – Einsatz am Limit (Third Watch, Fernsehserie, Episode 6x14)
- 2006: Criminal Minds (Fernsehserie, Episode 1x17)
- 2006: CSI: NY (Fernsehserie, Episode 2x19)
- 2006: The Hoax
- 2006: Molly: An American Girl on the Home Front
- 2007: Medium – Nichts bleibt verborgen (Medium, Fernsehserie, Episode 3x20)
- 2010: Auftrag Rache (Edge of Darkness)
- 2010: Detroit 1-8-7 (Fernsehserie, Episode 1x03)
- 2010–2011: Boardwalk Empire (Fernsehserie, 6 Episoden)
- 2011: Criminal Minds: Team Red (Criminal Minds: Suspect Behavior, Fernsehserie, Episode 1x06)
- 2013: The Following (Fernsehserie, Episode 1x06)
- 2013: Orange Is the New Black (Fernsehserie, Episode 1x06)
- 2013: Homeland (Fernsehserie, 3x02)
- 2013–2014: Revolution (Fernsehserie, 4 Episoden)
- 2014: Das grenzt an Liebe (And So It Goes)
- 2014: The Blacklist (Fernsehserie, Episode 2x06)
- 2015: Irrational Man
- 2016: Blindspot (Fernsehserie, Episode 1x17)
- 2016: Person of Interest (Fernsehserie, 2 Episoden)
- 2016: The Purge: Election Year
- 2017: Die Verlegerin (The Post)
- 2019: The Irishman